# Marchas de Selma a Montgomery
As marchas de Selma a Montgomery de 1965 foram três manifestações, sendo a primeira conhecida como “Domingo Sangrento” (“Bloody Sunday”, em inglês), do movimento pelos direitos civis dos negros nos Estados Unidos que conduziram à aprovação da Lei dos Direitos ao Voto de 1965, uma conquista histórica do movimento negro da década de 1960.
Todas as três marchas foram tentativas de marchar por 85 quilômetros pela rodovia de Selma à capital estadual do Alabama, Montgomery. A primeira marcha, iniciada e dirigida pelo Diretor de Ação Direta da Liderança Cristã Sulista (com a sigla em inglês SCLC, de Southern Christian Leadership Conference), James Bevel, foi planejada como uma forma de aplacar o trauma e a raiva crescente pelo assassinato do ativista pela Lei dos Direitos ao Voto Jimmie Lee Jackson durante uma marcha noturna em Marion, Alabama.
O Movimento pelo Direito ao Voto de Selma foi empreendido por afro-americanos locais que formaram a Liga de Eleitores do Condado de Dallas (DCVL, Dallas County Voters League, em inglês). Em 1963, a DCVL e organizadores de marchas do Comitê Não-Violento de Coordenação Estudantil (SNCC, de Student Nonviolent Coordinating Committee) começaram uma ação de incentivo aos negros ao recenseamento eleitoral. Quando uma resistência branca ao registro eleitoral de negros demonstrou ser intratável, o DCVL pediu ajuda a Martin Luther King, Jr. e à SCLC, os quais afinal trouxeram diversos líderes de manifestações pelos direitos civis para apoiar o Movimento pelo Direito ao Voto de Selma em janeiro de 1965, incluindo o próprio Luther King.
A primeira marcha ocorreu em 7 de março de 1965, organizada localmente por James Bevel, Amelia Boynton e outros. Num evento imortalizado na história como Domingo Sangrento, 600 manifestantes, protestavam contra a morte de Jackson e a permanência da exclusão do processo eleitoral, quando foram atacados pela polícia local e estatal com cassetetes e gás lacrimogênio. A segunda marcha ocorreu em 9 de março; polícias e manifestantes ficaram frente a frente, mas quando as tropas moveram-se para o lado para deixá-los passar, o Dr. Martin Luther King guiou os manifestantes de volta à igreja.
A terceira marcha começou em 16 de março. Cercados por 2 000 soldados do Exército Americano, 1,900 membros da Guarda Nacional do Alabama sob comando federal e muitos agentes do FBI e marechais federais, os manifestantes avançaram 16 quilômetros ao longo de todo o dia pela U.S. Route 80, conhecida no Alabama como a “Rodovia Jefferson Davis”. Os manifestantes alcançaram Montgomery em 24 de março e o Capitólio do Estado do Alabama em 25 de março.
A rota foi imortalizada como a Trilha de Selma a Montgomery do Direito ao Voto e é uma Trilha Histórica Nacional dos Estados Unidos.

## Luta pelo voto: 1963-64
Selma é a sede e a maior cidade do condado de Dallas, Alabama. Em 1961, a população do condado de Dallas contava com 57% de negros, mas dos 15 000 negros com idade suficiente para votar, apenas 130 (menos de 1%) tinham o registro necessário para o voto. Nessa época, mais de 80% dos negros de Dallas viviam abaixo da linha da pobreza, a maioria deles trabalhando como meeiros, trabalhadores rurais, empregadas domésticas, porteiros e diaristas.
Liderados pela família Boynton (Amelia, Sam e seu filho Bruce), o revendo L.L. Anderson, J.L. Chestnut e Marie Foster, a Liga de Eleitores do Condado de Dallas (DCVL) tentou registrar cidadãos negros no recenseamento eleitoral durante o fim da década de 1950 e o início da de 1960. Seus esforços foram impedidos por oficiais estatais e locais, pelo Conselho de Cidadãos Brancos (WCC) e pela Ku Klux Klan (KKK). Os métodos de impedimento incluíam um teste de alfabetização, pressão econômica e violência.
No começo de 1963, Bernard e Colia Lafayette, organizadores do Comitê Não-Violento de Coordenação Estudantil (SNCC), chegaram em Selma para começar uma ação de recenseamento eleitoral ao lado da DCVL. No meio de junho, Bernard foi espancado e quase morto por um membro da KKK determinado a impedir os negros de votar. Quando os Lafayettes retornaram à escola no outono, Patricia Hall e Worth Long, outros organizadores da SNCC, prosseguiram com a ação, apesar das prisões, espancamentos e ameaças de morte. Quando 32 professores negros tentaram recensear-se para votar, foram imediatamente demitidos pelo corpo docente das escolas, cujos membros eram todos brancos. Após o bombardeio da igreja de Birmingham em 15 de setembro, estudantes negros de Selma começaram a fazer protestos sentados em lanchonetes locais, nas quais eram atacados e presos. Mais de 300 foram presos em duas semanas de protestos, incluindo o presidente da SNCC, John Lewis.
O dia 7 de outubro de 1963 foi um dos dois dias do mês de outubro desse ano em que os cidadãos puderam ir aos tribunais para registrarem-se para votar. A SNCC e a DCVL mobilizaram mais de 300 negros de Dallas para fazer uma fila para tentar registrar-se para voto, em um dia que foi chamado um “Dia da Liberdade”. Entre seus simpatizantes estavam o escritor James Baldwin e seu irmão David, e o comediante Dick Gregory e sua esposa Lillian (que foi presa em um piquete com ativistas da SNCC e outros simpatizantes locais). Os membros da CNCC que tentaram levar água para os negros que estavam na fila foram presos, assim como os que estavam segurando cartazes dizendo “Registro para Voto“. Após aguardarem por todo um dia sob o sol quente, apenas uma porção das centenas de negros que estavam na fila pôde preencher o requerimento de eleitor, sendo que a sua maioria foi afinal negada.
Em 2 de julho de 1964, o presidente dos Estados Unidos Lyndon B. Johnson assinou a Lei dos Direitos Civis de 1964, declarando a segregação ilegal, apesar das leis de Jim Crow continuarem em vigor, já que o projeto ainda precisava passar pelo Congresso dos Estados Unidos. Quando os negros de Selma tentaram integrar-se à comunidade branca em locais como restaurantes e cinemas foram espancados e presos.
Em 6 de julho, John Lewis levou 50 negros para o tribunal de recenseamento em um dia de registro, o xerife Jim Clark os prendeu ao invés de deixá-los registrarem-se. Em 9 de julho, o juiz James Hare emitiu uma liminar proibindo qualquer agrupamento de três ou mais pessoas sob a liderança de organizações pelos direitos civis. Essa liminar proibiu por algum tempo até mesmo falar com mais de duas pessoas sobre direitos civis ou recenseamento eleitora em Selma, sufocando as atividades públicas pelos direitos civis em Selma pelos próximos seis fatídicos meses.

## Movimento pelo Direito ao Voto de Selma

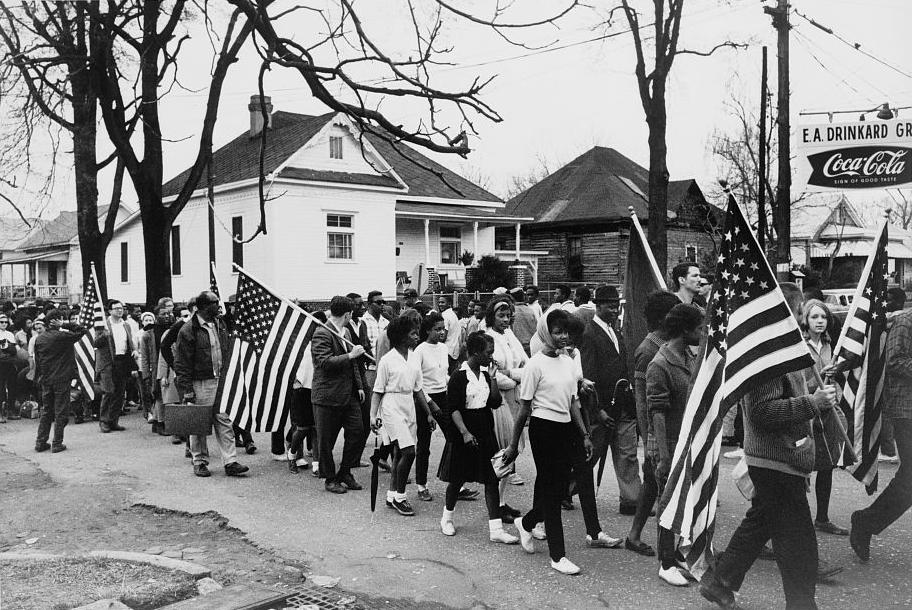
Manifestantes em uma das marchas em Selma.

Com a realização de atividades pelos direitos civis proibida pela liminar do juiz Hare, a DCVL recorreu a Luther King e à Conferência da Liderança Cristã Sulista (SCLC). Três dos principais organizares da SCLC – James Bevel, o Diretor de Ação Direta da Liderança Cristã Sulista e Diretor de Educação Não-Violenta, Diane Nash e James Orange – estavam trabalhando do fim de 1963 no Projeto dos Direitos ao Voto do Alabama, de Bevel, um projeto ao qual Luther King e o conselho executivo da SCLC não participaram.
Quando a SCLC afinal aceitou o pedido do grupo ativista local, o Courageous 8 (Ulysses S. Blackmon, Sr., Amelia Boynton, Ernest Doyle, Marie Foster, James Gildersleeve, J.D. Hunter, Sr., Dr. F.D. Reese, Sr., e Henry Shannon, Sr.), para trazer a organização para Selma, Bevel, Nash, Orange e outros na SCLC começaram a organizar-se em Selma em dezembro de 1964. Também organizaram-se nos municípios vizinhos com o pessoal da SNCC que estava por lá desde o começo de 1963.
O Movimento pelo Direito ao Voto de Selma começou oficialmente em 2 de janeiro de 1965, quando Luther King dirigiu uma reunião em massa na Brown Chapel, desafiando a liminar contra reuniões.
Pelas próximas semanas que se seguiram, ativistas da SCLC e da SNCC expandiram as unidades de registro eleitoral em Selma e nos restantes condados do Black Belt. Ao lado do movimento em Selma, marchas e outros protestos em apoio ao direito ao voto ocorreram nos condados de Perry, Wilcox, Marengo, Greene e Hale.

## Marchas de Selma a Montgomery

### Primeira marcha: "Domingo Sangrento"

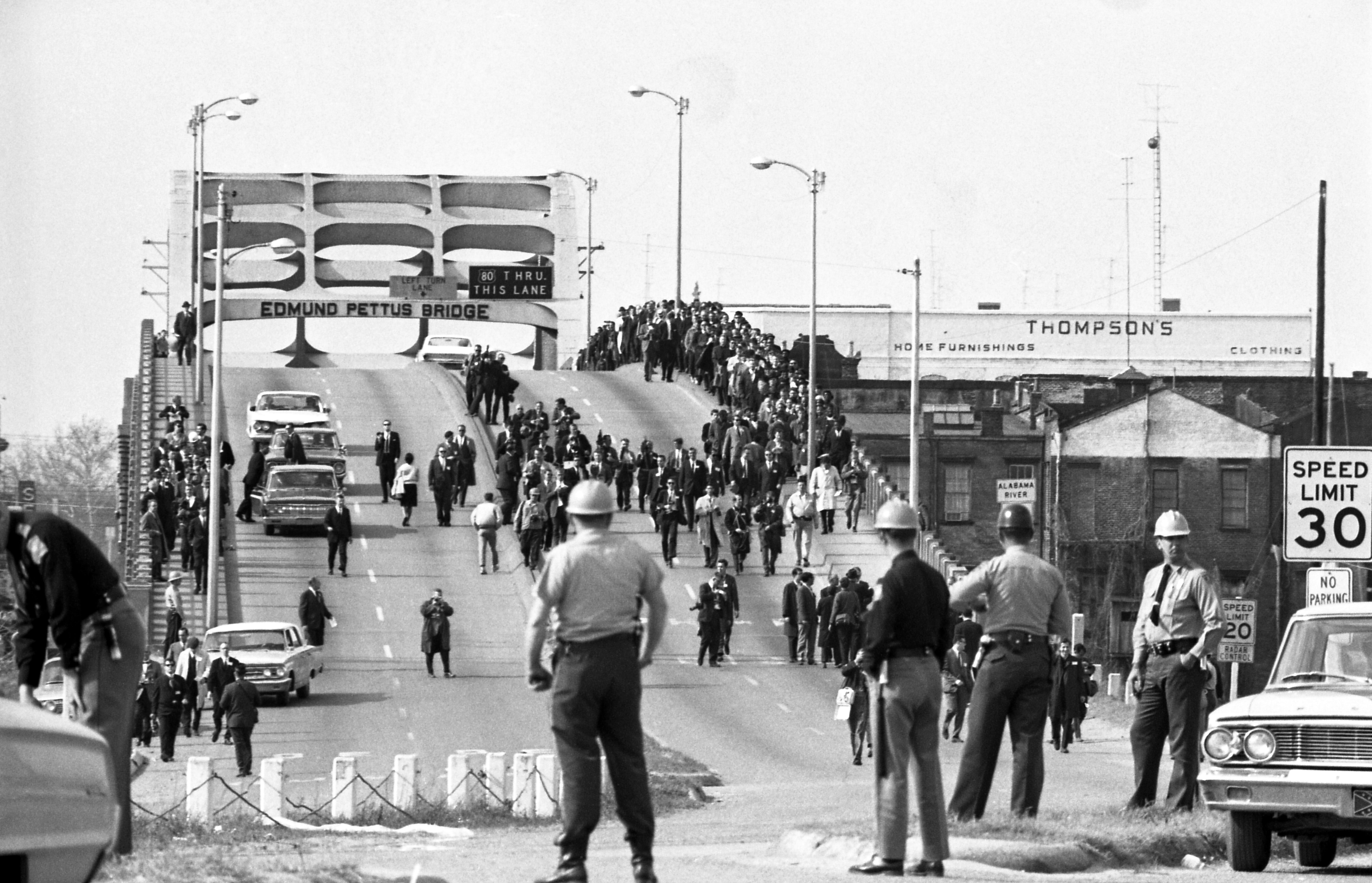
Policiais esperam manifestantes atravessarem a Ponte Edmund Pettus no Domingo Sangrento.

#### Morte de Jimmie Lee Jackson
Em 18 de fevereiro de 1965, C. T. Vivian liderou uma marcha ao tribunal em Marion, a sede do conselho do Condado de Perry, em repúdio à prisão de James Orange. Funcionários armados pelo Estado receberam ordem de mirar especificamente em Vivian, por isso foi formada uma linha de tropas do estado à espera dos manifestantes no tribunal em Perry. Todos os postes de iluminação do lugar foram desligados e tropas avançaram aos manifestantes, atacando-os. Um dos manifestantes que estavam com Vivian era Jimmie Lee Jackson, que fugiu do lugar com sua mãe para esconder-se em um café próximo. James Bonard Fowler, um dos policiais das tropas, seguiu Jackson ao café e atirou nele enquanto ele tentava proteger sua mãe. Jackson morreu oito dias depois no Selma’s Good Samaritan Hospital em decorrência de uma infecção resultante da ferida do disparo. Jackson era o único homem que trabalhava em sua casa, que vivia sob extrema pobreza.  O pai, a esposa e os filhos de Jackson foram deixados sem fonte de renda.
Em 10 de maio de 2007, 47 anos depois do homicídio, Fowler foi processado por assassinato em primeiro e segundo graus pela morte de Jimmie Lee Jackson, entregando-se pouco depois às autoridades. Fowler declarou-se culpado da acusação de homicídio em segundo grau em 15 de novembro de 2010. Fowler desculpou-se pelo disparo, mas declarou que agiu por legítima defesa, pois acreditava que Jackson estava tentando agarrar sua arma. Fowler foi sentenciado a seis meses de prisão.

#### Início e objetivos
James Bevel, Amelia Boynton e outros clamaram pela marcha para centralizar a raiva e o ressentimento do povo de Selma, dentro os quais havia algumas pessoas que queriam reagir violentamente a morte de Jackson em busca de conquistas pacíficas. As marchas a Montgomery também esperavam trazer atenção às violações aos Direitos Constitucionais que estavam sendo cometidas. Dr. King concordou com o plano e pediu a organização de uma marcha de Selma a Montgomery para pedir ao governador Wallace proteção aos eleitores negros.
O governador Wallace afinal denunciou a marcha como uma ameaça à segurança pública e declarou que tomaria todas as medidas necessárias para impedi-la.

#### Incidentes
Em 7 de março de 1965 cerca de 525 a 600 manifestantes pelos direitos civis rumaram ao leste de Selma pela U.S. Highway 80. A marcha foi liderada por John Lewis do SNCC e o reverendo Hosea Williams do SCLC, seguido por Bob Mants do SNCC e por Albert Turner do SCLC. O protesto seguiu o planejado até que os manifestantes atravessaram a ponte Edmund Pettus, onde deram de cara com uma barreira de tropas aguardando-os do outro lado.
Esse era o dia do recenseamento, e o xerife Jim Clark despachou uma ordem para que todos os homens brancos no condado de Dallas acima dos vinte e um anos de idade fossem ao tribunal cadastrar-se. John Cloud, o oficial comandante das tropas, ordenou aos manifestantes que dispersassem-se e fossem para casa. Williams tentou falar com ele, mas Cloud rapidamente interrompeu-o, dizendo que não havia nada para discutir. Poucos segundos depois, as tropas começaram a pressionar os manifestantes para trás. Muitos foram jogados ao chão e espancados com cassetetes. Outro destacamento de tropas disparou gás lacrimogênio, e a cavalaria tentou dispersar a multidão.
Redes televisivas que captaram o momento do ataque brutal transmitiram aos norte-americanas de manifestantes sangrando e gravemente feridos e levantaram um movimento de apoio ao Movimento pelo Direito ao Voto em Selma. Amelia Boynton foi espancada e asfixiada com gás oxigênio quase até a morte; sua foto apareceu na capa de jornais e revistas ao redor do mundo. Ao todo 17 manifestantes foram hospitalizados e o dia foi apelidado de “Domingo Sangrento”.

### Segunda marcha: “Terça-feira da reviravolta”

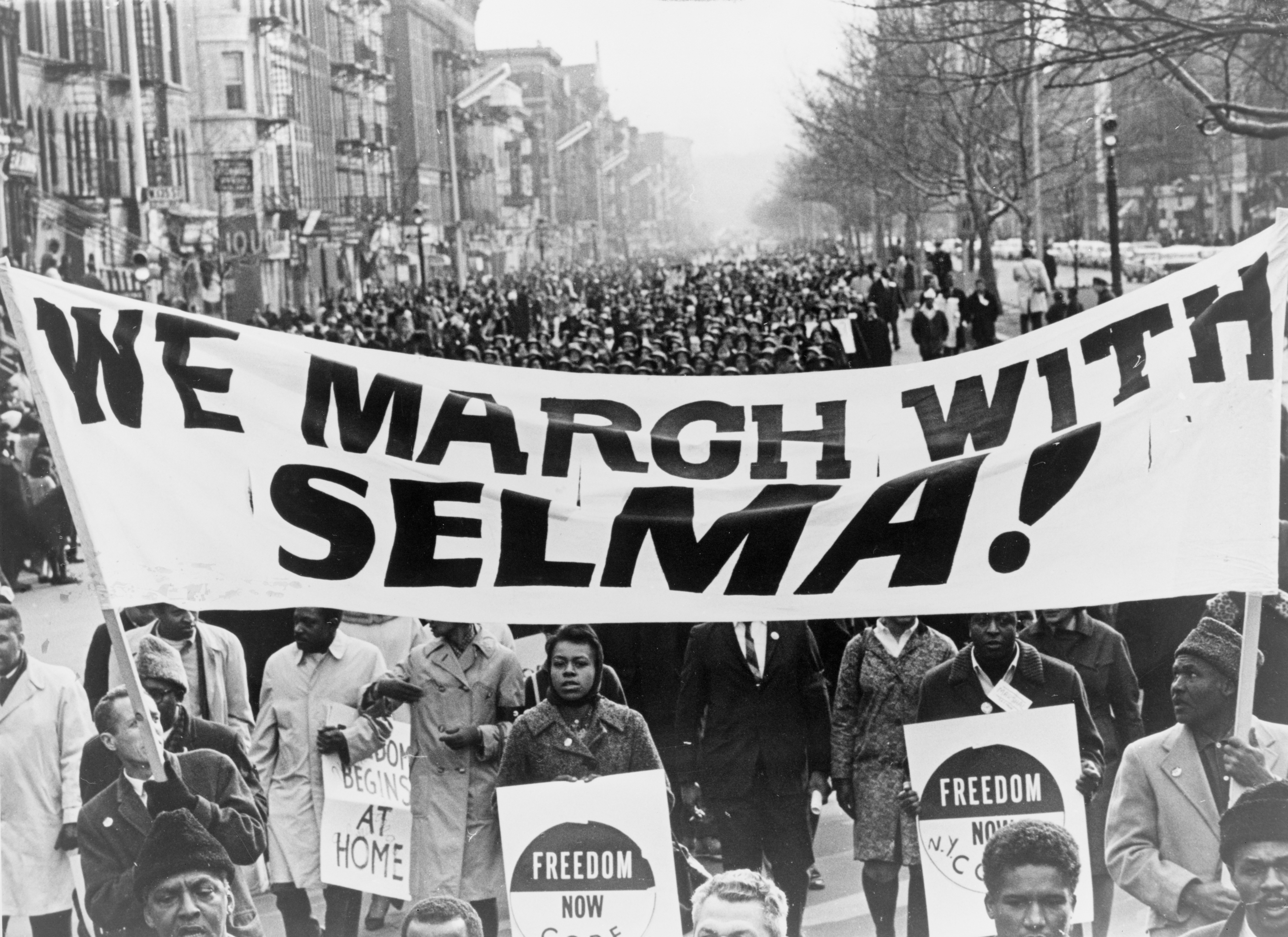
Simpatizantes dos protestos em Selma marcham em Nova Iorque com cartaz “We march with Selma!” (“Marchamos com Selma”).

Imediatamente depois do “Domingo Sangrento”, Bevel, Nash King e outros manifestantes começaram a organizar uma segunda marcha para a terça-feira de 9 de março de 1965. Eles convocaram o clero e a população de todo o país para juntar-se a eles. Centenas de pessoas juntaram-se ao chamado da SCLC, depois de serem despertas por movimentos pelos direitos civis, como o boicote aos ônibus de Montgomery e o Freedom Summer, e chocadas pelas imagens televisivas do “Domingo Sangrento”.
Para impedir outro ataque por parte da polícia, o SCLC tentou conseguir uma liminar judiciária que proibisse a polícia de interferir, mas o resultado foi o contrário: ao invés de expedir a liminar, Frank Minis Johnson, o Juiz do Tribunal Distrital Federal, expediu uma liminar proibindo a marcha de acontecer até que outras audiências fossem feitas ao fim da semana.
Convencidos por outras experiências com o juiz Johnson, o SCLC estava confidente de que a ordem restritiva acabaria por ser retirada, e também não queriam mudar a opinião de um dos poucos juízes sulistas que simpatizavam com sua causa transgredindo sua ordem. Havia também pouca infraestrutura no lugar para aguentar uma marcha maior, razão pela qual os manifestantes estavam despreparados. Também temiam ser presos, já que, mesmo que a ordem fosse revogada, quem violasse-a antes seria preso. Mas simpatizantes do movimento, tanto do lugar quanto de todo o país, estavam determinados a marchar na terça-feira em protesto contra a violência policial exercida no “Domingo Sangrento” e a negação sistemática dos votos dos negros no Alabama. Para achar um meio-termo entre esses dois imperativos, o SCLC decidiu apoiar em parte uma marcha “cerimonial” que atravessaria a ponte, mas pararia quando recebesse uma ordem para parar, obedecendo à liminar.
Em 9 de março, em um dia que ficaria conhecido como “Terça-feira da Reviravolta”, o Dr. King guiou 2 500 manifestantes pela Ponte Edmund Pettus e realizou uma sessão curta de oração antes de retroceder com os manifestantes, obedecendo à ordem que os impedia de marchar por toda Montgomery. Esse plano de retroceder, entretanto, foi avisado previamente apenas aos líderes da SCLC, causando, portanto, confusão entre os manifestantes, incluindo aqueles que viajaram longas distâncias para participar e colocar-se na linha não-violenta oposta à brutalidade policial. King pediu a eles para permanecerem em Selma para que outra tentativa de marchar por Montgomery fosse realizada, já que a liminar havia sido suspensa.
Naquela noite, três ministros brancos que vieram à marcha foram atacados por quatro membros da Ku Klux Kland e espancados com pedaços de madeira. O mais ferido era James Reeb, um ministro branco do Unitário-Universalismo de Boston. O hospital público de Selma recusou-se a tratar Reeb, que teve que ser levado ao Hospital Universitário de Birmingham, a duas horas de distância. Reeb morreu na terça-feira de 11 de março no University Hospital ao lado de sua esposa.

#### Reações
Afro-americanos do condado de Dallas e da região do Black Belt lamentaram a morte de Reeb, assim como haviam lamentado a morte de Jimmie Lee Jackson, mas muitos ativistas irritaram-se pelo fato da mídia e dos líderes políticos terem expressado maior preocupação com o assassinato de Reeb, um branco, do que com o de Jimmie Lee Jackson, um negro. Stokely Carmichael, o porta-voz do SNCC, comentou a situação: “O que você quer é que a nação lamente qualquer assassinato... mas quase [parece] que para isso ser admitido, uma pessoa branca tem que ser morta”.

### Terceira marcha: a Montgomery

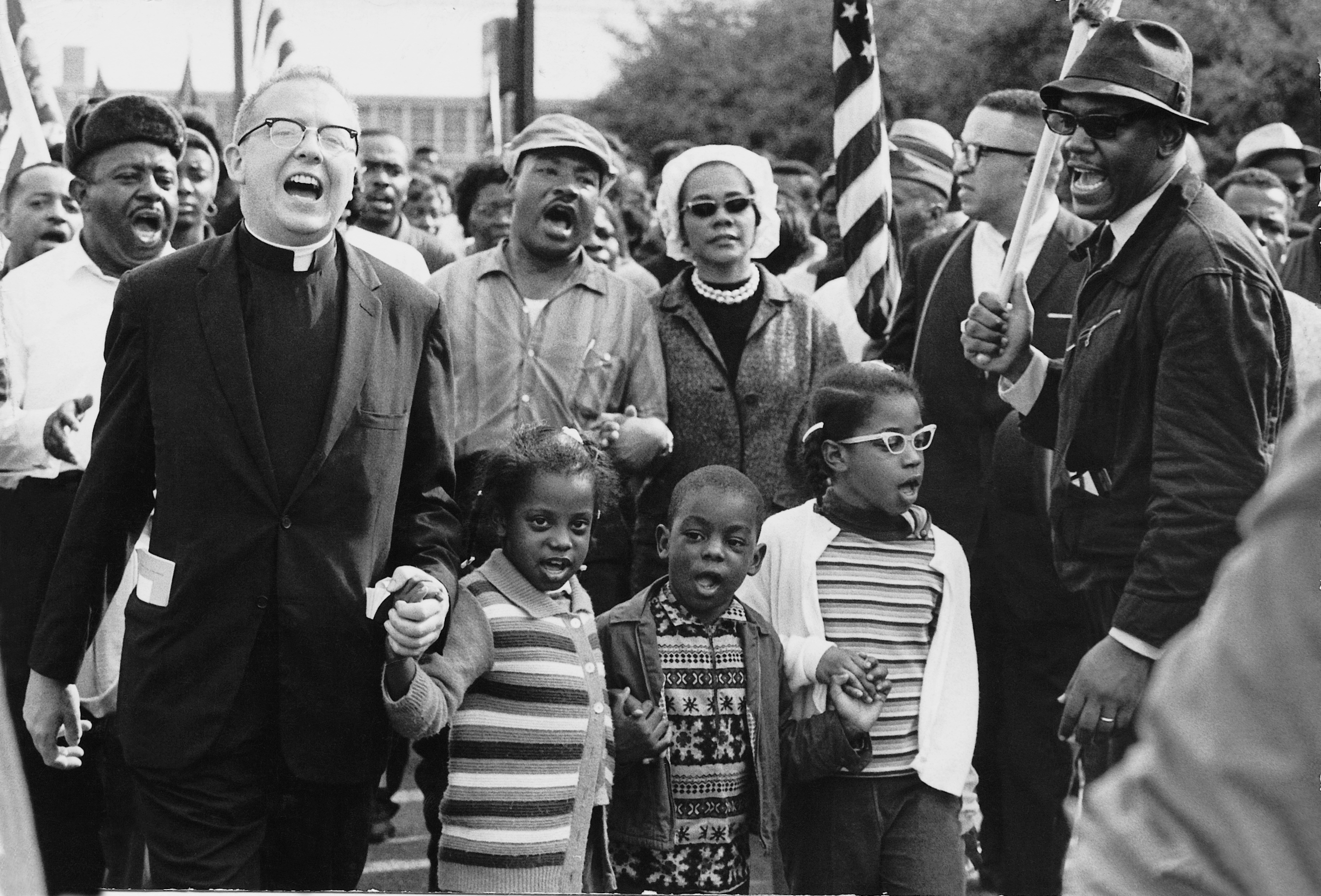
Vanguarda de uma das marchas – esquerda à direita: Ralph David Abernathy; um padre desconhecido; Martin Luther King Jr.; Coretta King, esposa de Luther King; e os filhos dos Abernathy.

Uma semana depois da morte de Reeb, na quinta-feira de 17 de março, o juiz Johnson agiu em favor dos manifestantes, declarando que o direito dos manifestantes à Primeira Emenda à Constituição dos Estados Unidos de protestar não poderia ser reduzido pelo estado do Alabama:
A lei explicita que o direito a petições a um governo pela reparação de injustiças deve ser exercido por grandes grupos. .... Esses direitos devem... ser exercidos através de marchas, mesmo que seja em estradas públicas.
Em 21 de março, domingo, aproximadamente 8 000 pessoas reuniram-se na Brown Chapel para dar início à caminhada a Montgomery. A maior parte dos participantes era negra, mas alguns eram brancos e outros asiáticos e latinos. Líderes espirituais de diversas etnias, religiões e credos marcharam ao lado do Dr. King, incluindo o reverendo Fred Shuttlesworth, os rabinos Abraham Joshua Heschel e Murice Davis e uma freira não identificada, registrada na fotografia do dia que popularizou-se pela imprensa.
Em 1965, a estrada para Montgomery era dividida por 4 grandes pistas que partiam do oeste de Selma, além de duas menores através do condado de Lowndes e por outras quatro novamente em Montgomery. Sob os termos da ordem do juiz Johnson, a marcha estava limitada a não mais que 300 participantes pelos dois dias em que eles estivessem nas duas pistas da Highway-80, por isso ao fim do primeiro dia a maioria dos manifestantes voltou a Selma de ônibus e de carro, deixando 300 para acampar à noite e continuar a jornada no dia seguinte.
Em 22 e 23 de março, 300 manifestantes marcharam pelo condado de Lowndes, sob chuva forte, e acamparam em 3 sítios em campos enlameados. À época da marcha, a população de Lowndes era composta de 81% negros e 19% brancos, apesar de nenhum negro ter registro eleitoral. Ao mesmo tempo havia 2,240 brancos registrados, o que representava 118% da população branca adulta (isso porque em muitos condados sulistas dessa época era comum manter eleitores brancos nas listas mesmo depois de sua morte ou mudança).
Na manhã do dia 24, a marcha passou pelo condado de Montgomery e alcançou novamente as quatro pistas, sem os limites de número de manifestantes colocados sobre as duas pistas menores. Por todo o dia outros manifestantes juntaram-se à marcha quando esta alcançou a cidade. Pela noite, várias centenas de manifestantes alcançaram o último acampamento, no campus da escola particular católica St. Jude Educational Institute, nos arredores de Montgomery.
Nessa noite, em um palco improvisado, um comício chamado de Stars for Freedom (Estrelas pela Liberdade, em tradução literal) foi apresentado, com os cantores Harry Belafonte, Tony Bennett, Frankie Laine, Peter, Paul and Mary, Sammy Davis, Jr., Joan Baez e Nina Simone.
Em 25 de março, quinta-feira, 25 000 pessoas marcharam do campus de St. Jude para os degraus do capitólio do estado do Alabama, onde King proclamou seu discurso “How Long, Not Long” (“Quanto, Não tardará”, em tradução literal). “Afinal o que buscamos”, King disse à multidão, “é uma sociedade em paz consigo mesma, uma sociedade que pode viver com sua consciência.... Sei que hoje vocês questionam-se, Quanto tempo levará? Por isso vim hoje a vocês que nesta noite, por mais difícil que seja o momento, por mais frustrante a hora, que não tardará”. Após fazer o discurso, King e os manifestantes chegaram à entrada do capitólio com uma petição para o governador Wallace. Uma barreira de tropas impediu a entrada. Um dos oficiais anunciou que o governador não estava ali. Os manifestantes permaneceram irresolutamente à entrada até que um dos secretários de Wallace apareceu e pegou a petição.
Mais tarde nessa noite, Viola Liuzzo, uma ativista do Unitário-Universalismo que vivia em Detroit com seus quatro filhos e que foi ao Alabama para apoiar o movimento pelo direito ao voto dos negros, foi assassinada a tiros por membros do Ku Klux Klan enquanto levava de barca manifestantes de Selma a Montgomery. Entre os membros da KKK que estavam no carro de onde os tiros foram disparados estava Gary Rowe, informante do FBI. Pouco depois, o Programa de Contrainteligência, um programa secreto de operações ilegais e clandestinas do FBI, espalhou rumores falsos de que Liuzzo era um membro do Partido Comunista que havia abandonado seus filhos para ter relações sexuais com afro-americanos envolvidos no movimento pelos direitos civis.

#### Reações
A terceira marcha aconteceu sem nenhuma intervenção violenta por parte da polícia ou de grupos segregacionistas, o que, junto com o aumento do apoio às organizações pelos direitos civis do lugar, ajudaram a marcha a ser bem-sucedida e receber maior atenção.
O político norte-americano William Louis Dickinson fez dois discursos no Congresso dos Estados Unidos em 30 de março e em 27 de abril buscando difamar o movimento abrindo pequenos processos por excesso de álcool, suborno e comportamento sexual impróprio por parte dos manifestantes. Líderes religiosos presentes nas marchas desmentiram as acusações, e os relatos dados por jornalistas locais e nacionais não corroboraram com a decisão do juiz de dar início às acusações. Os depoimentos de segregacionistas foram reunidos no livro pró-segregacionista Selma, de Robert M. Mikell.

#### Boicote à Hammermill
Durante 1965, Martin Luther King promoveu um boicote econômico de produtos do Alabama para pressionar o Estado a integrar escolas e empregos entre brancos e negros. Apesar dos pedidos de King, a companhia de papel Hammermill anunciou a abertura de uma grande fábrica em Selma durante o ápice da violência na cidade. Em 4 de fevereiro de 1965, a companhia anunciou a construção de uma fábrica de R$ 35 milhões, destacando “a boa recepção dada à companhia pela comunidade de caráter e de seus membros”. Em 26 de março de 1965 o Comitê Não-Violento de Coordenação Estudantil convocou para um boicote nacional dos produtos da Hammermill até a companhia mudar o que o SNCC chamou de posições racistas. A Conferência da Liderança Cristã Sulista, a organização de King, apoiou o boicote. Ao fim, junto à SCLC, membros da Oberlin College Action for Civil Rights (Ação pelos Direitos Civis da Universidade de Oberlin, em tradução literal) participaram do boicote, conduzindo piquetes e um protesto sentado na sede da Hammermill em Erie, Pensilvânia. A resposta da companhia foi a proposta de um encontro entre as lideranças da Hammermil, do SCLC, C. T. Vivian, e da Oberlin College Action, no qual a Hammermill assinou um documento em que apoiava a união racial no Alabama.

## Impacto histórico

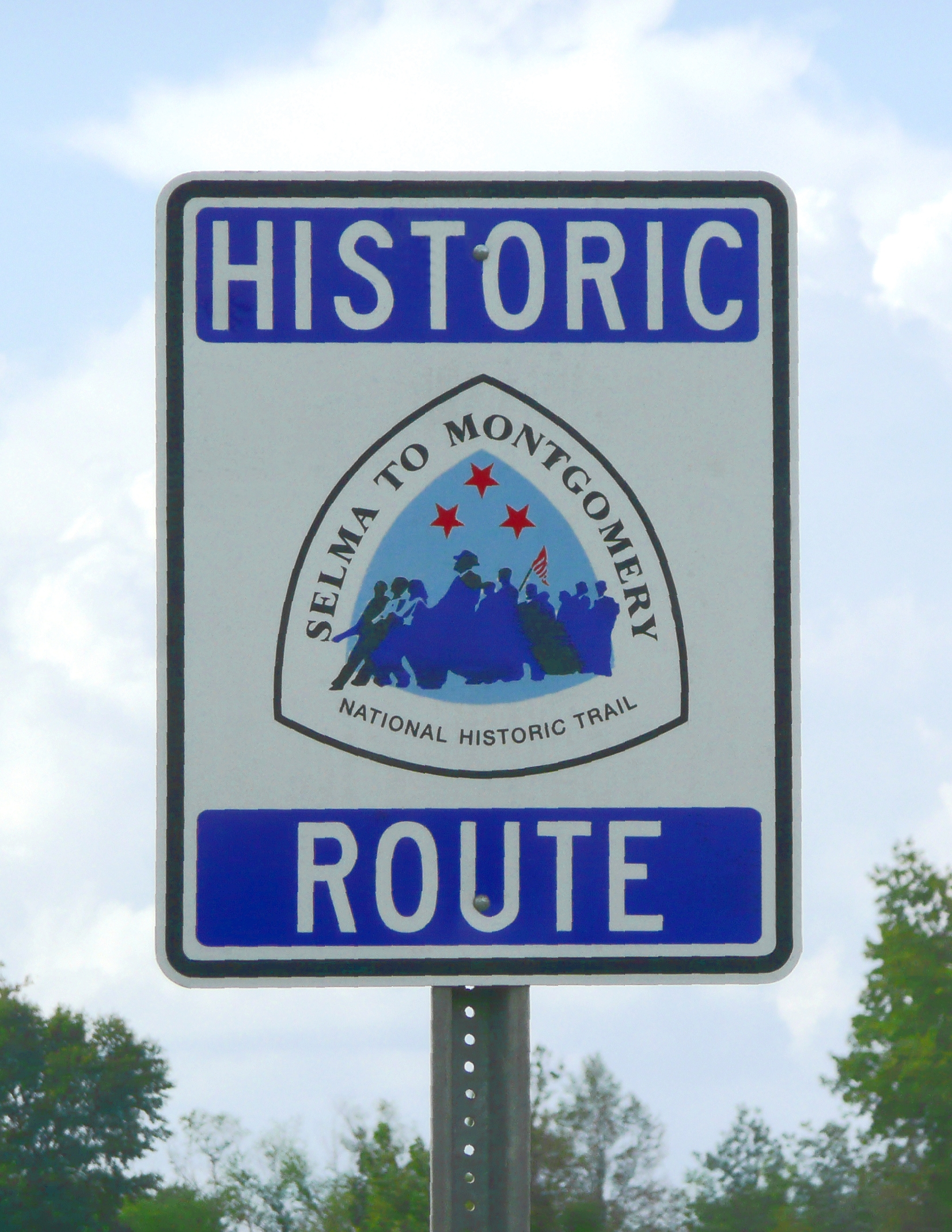
Sinalização de Trilha Histórica Nacional de Selma a Montgomery.

As marchas mudaram a opinião pública sobre o movimento pelos direitos civis. As imagens das leis de Alabama sendo aplicadas violentamente em manifestantes não-violentos foram mostradas em todo o país e no mundo por redes televisivas e jornais. A exposição de tanta brutalidade apoiada pelo estado do Alabama ajudou a mudar a imagem do movimento segregacionista, passando da de um movimento que tentava preservar a ordem social do Sul para a de um sistema de terrorismo legalizado contra todos aqueles que não eram brancos.
As marchas também tiveram um forte impacto em Washington. Após ver a cobertura televisiva do “Domingo Sangrento”, o presidente Lyndon Baines Johnson encontrou-se com o governador George Wallace em Washington para discutir com ele a situação dos direitos civis no estado de Dallas. Ele tentou convencer Wallace a parar a perseguição do Estado contra os manifestantes. Duas noites depois, em 15 de março de 1965, Johnson apresentou um projeto de lei para uma sessão conjunta do Congresso. O projeto de lei seria aprovado mais tarde e tornar ia-se a Lei dos Direitos ao Voto. O discurso de Johnson à frente do Congresso seria considerado um momento divisor de águas para o movimento pelos direitos civis.
Mesmo que consigamos passar este projeto, a batalha não estará acabada. O que aconteceu em Selma é parte de um movimento muito maior que atinge cada canto e cada estado da América. É o esforço dos afro-americanos de garantir para si todas as bênçãos da vida americana. As causas deles devem ser também as nossas causas, porque não são somente os negros, mas todos nós que temos de superar o legado paralisante do fanatismo e da injustiça. E nós devemos superá-lo.
Muitas pessoas dos movimentos pelos direitos civis comemoraram o discurso e ficaram emocionados por, depois de tanto tempo e luta, finalmente um presidente estar disposto a defender o direito ao voto dos negros. De acordo com o ativista C.T. Vivian, do SCLC, que estava com Luther King quando o discurso foi transmitido,
...eu olhei... e Martin estava muito quieto sentado na cadeira, e uma lágrima rolou do seu rosto. Foi uma vitória como nenhuma outra. Foi uma confirmação do movimento.
O projeto tornou-se lei em uma comemoração em 6 de agosto à qual compareceram Amelia Boynton e muitos outros líderes civis e ativistas. Esta lei proibiu grande parte das práticas injustas usadas para impedir os negros de votarem e forneceu registradores oficiais para ir ao Alabama e outros estados com uma história de discriminação eleitora para garantir que a lei seria cumprida.
Em Selma, mais de 7 000 negros foram registrados no recenseamento depois da aprovação da lei e o xerife Jim Clark foi derrotado nas eleições de 1966 (mais tarde ele cumpriu uma sentença de prisão por tráfico de drogas).
Em 1960, havia apenas 53 336 negros eleitores no estado do Alabama; três décadas depois, havia 537 285, um aumento de mais de dez vezes.
Em 1996, a rota de 85 quilômetros de Selma a Montgomery foi considerada uma Trilha Histórica Nacional, preservada pelo Serviço Nacional de Parques. Como parte da Trilha Histórica Nacional, o Serviço Nacional de Parques mantém dois centros de preservação (em Selma e no condado de Lowndes) e está planejando colocar mais um centro em ação, desta vez em Motngomery, que vai ficar no campus da Universidade Estadual do Alabama.

## Adaptações cinematográficas
- Eyes on the Prize (sexto episódio) (1987), um documentário televisivo de 14 horas da PBS narrado por Julian Bond, lançado em 1987 sobre a história do movimento pelos direitos civis dos Estados Unidos de 1952 a 1965. A série e o seu produtor ganharam seis Emmy Awards, o Peabody Award e o prêmio duPont-Columbia Gold Baton por excelência em jornalismo e foi nomeado para um Óscar.[39][40]

- Selma, Lord, Selma (1999), o primeiro filme de drama baseado nos eventos relacionados às marchas de Selma a Montgomery, é uma produção da Disney que foi ao ar pela primeira vez em 17 de janeiro de 1999 pela rede ABC.[41] A recepção por parte da crítica foi variada. A The Philadelphia Tribune elogiou a representação de Martin Luther King, Jr., por Clifton Powell e a “...atuação arrasadora” de Jurnee Smollett.[42] O The Boston Globe usou palavras duras: “...não chega a ultrapassar a linha de qualidade de versões em quadrinho de histórias sobre direitos civis”,[43] enquanto o The Rocky Mountain News foi mais leve: “(Selma, Lord, Selma) ... dá uma sensação de autenticidade ...”.[44]

- Selma (2014), um filme programado estrear em alguns cinemas em 25 de dezembro de 2014, seguido pelo lançamento mundial em 9 de janeiro de 2015, mostrará os eventos e as personalidades relacionados às marchas de Selma a Montgomery e à criação da Lei dos Direitos ao Voto.[45]